# ماساهيرو نوناكا
ماساهيرو نوناكا (باليابانية: 野中政宏؛ بالكانا: のなか まさひろ) هو مؤدي صوت ومغني ياباني، ولد في 1968 في هيروشيما في اليابان.

## وصلات خارجية
- ماساهيرو نوناكا على موقع IMDb (الإنجليزية)
- ماساهيرو نوناكا على موقع ميوزك برينز (الإنجليزية)
- ماساهيرو نوناكا على موقع ANN person (الإنجليزية)